# Arasjaure (Jokkmokks socken, Lappland)
Arasjaure är en sjö i Jokkmokks kommun i Lappland och ingår i Luleälvens huvudavrinningsområde. Sjön har en area på 1,31 kvadratkilometer och ligger 895,9 meter över havet. Sjön avvattnas av vattendraget Arajåkkå.

## Delavrinningsområde
Arasjaure ingår i det delavrinningsområde (746959-162509) som SMHI kallar för Utloppet av Arasjaure. Medelhöjden är 947 meter över havet och ytan är 10,56 kvadratkilometer. Det finns inga avrinningsområden uppströms utan avrinningsområdet är högsta punkten. Arajåkkå som avvattnar avrinningsområdet har biflödesordning 2, vilket innebär att vattnet flödar genom totalt 2 vattendrag innan det når havet efter 279 kilometer. Avrinningsområdet består mestadels av sankmarker (13 procent) och kalfjäll (74 procent). Avrinningsområdet har 1,43 kvadratkilometer vattenytor vilket ger det en sjöprocent på 13,5 procent.